# カーチャ・キッピング
カーチャ・キッピング（ドイツ語: Katja Kipping、1978年1月18日 - ）は、ドイツの政治家。左翼党議長およびドイツ連邦議会議員を歴任した。

## 経歴

### 生い立ち
ドレスデン出身。1996年に同地のアンネンギムナジウムでアビトゥーアを修了後、ロシアのガッチナにて1年間ボランティア活動を行う。その後、ドレスデン工科大学にてスラヴ研究（副専攻としてアメリカ研究及び公法）の学位を、2003年には同大学で学術修士を取得。
ベルリンとドレスデンに在住。既婚者で娘が1人いる。

### 政治活動
ドレスデン工科大学入学当初より学生運動に深く関わり、1998年に民主社会党（PDS、現在の左翼党）に入党。2003年7月以降、PDSの副議長となった。ドイツ全土に及ぶ統一的革新政党の発足を強く支持し、2007年6月には左翼党の副議長に選出される。

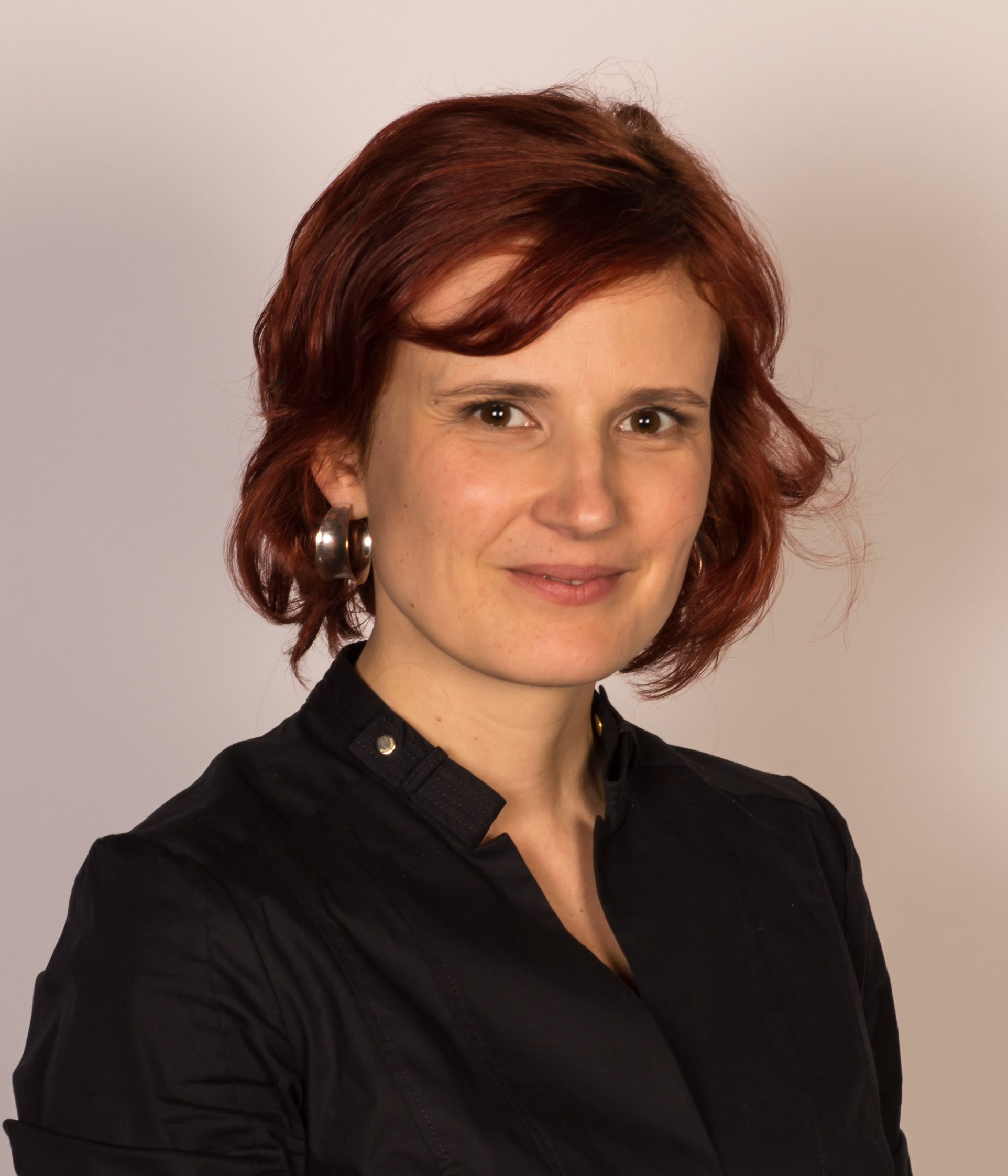
ドレスデンで開かれた反ナチス集会でのキッピング（2014年2月）

1999年から2003年までドレスデン市議会議員を務め、1999年から2004年まではザクセン州議会議員を兼任。2005年左翼党連邦議会議員に初当選を果たし、ザクセン州では筆頭候補者として名を連ねた。
連邦議会では労働市場改革への反対を表明した他、ベーシックインカムを擁護。2009年11月25日から2012年9月26日まで、ドイツ連邦議会にて労働及び社会問題委員会の議長を務めた。なお、地元選挙区は一貫してドレスデンにある。

### 左翼党党首
2012年6月2日に行われた第3回全国党大会で議長に選出（得票率67%）。爾来、ベルント・リークシンガーと共同で党を取り仕切ることとなる。
2020年8月、同一人物が8年以上党首の職に就いてはならないとする党規約に従い、党首を退くことを表明した。次期党首を選出する党大会は同年10月に予定されていたが、新型コロナウイルス感染症の流行を受けて延期され、翌2021年2月にオンライン形式で開催されることになった。後任の共同党首には、ズザンネ・ヘニッヒ＝ウィローとジャニーン・ウィスラーが選出された。

### ベルリン市参事会員
2021年ベルリン市議会選挙の結果を受けて、社会民主党、同盟90/緑の党、左翼党の3党連立（赤赤緑連立）によりフランツィスカ・ギファイがベルリン市長に選出された。ギファイ市長率いるベルリン市政府でインテグレーション・労働・社会問題担当参事（他州でいう州政府大臣に相当）に指名され、12月21日には就任の宣誓を行った。また、ベルリン市の参事会に入ったことを受け、それまで務めていた連邦議会議員の職は2022年1月3日に辞職している。

## 社会活動
2004年12月から2008年4月にかけて、「ベーシックインカムネットワーク」代表を務めたが、雑誌『プラハの春』で働くことを好んだため退任。左翼党内では、カレン・レイ及びユリア・ボンクと共に、リバタリアン社会主義の諸理念を支持する解放左翼に属した。
2007年12月、極左受刑者を支持するデモンストレーションに参加。

## その他の活動
左翼・革新政党系シンクタンク・現代連帯研究所の創設メンバーである。

## 著書
- Christine Buchholz u. Katja Kipping (Hrsg.): G8 - Gipfel der Ungerechtigkeit. VSA, 2006, ISBN 3-89965-200-2.
- Ausverkauf der Politik – Für einen demokratischen Aufbruch. Econ, 2009, ISBN 978-3-430-20079-0.